# Новый общий гербовник
«Новый общий гербовник, издаваемый Российским дворянским собранием с 1992 года» (НОГ) — гербовник департамента герольдии Российского дворянского собрания (РДС), издававшийся в 1993 году.
Предполагалось, что он будет «преемником и современным продолжением Общего гербовника», однако в него вносились гербы как потомственных дворян, так и потомков потомственных дворян по женской линии и даже потомков личных дворян.
В НОГ вносились гербы, утверждённые за членами РДС советом РДС. В 1993 году вышло два выпуска (в первом — 14 гербов, утверждённых 19 ноября 1992 года, во втором — 16 гербов, утверждённых 14 мая 1993 года) первой части НОГ, включавшие 30 гербов (в контурном изображении с описанием) 31 рода, в виде специальных вкладок в газете «Геральдические ведомости» — официальном органе департамента герольдии РДС.
В своём рескрипте 21 июня 1993 года М. В. Романова, называющая себя великой княгиней и главой Российского императорского дома, указала, что гербы, разработанные в департаменте герольдии РДС, должны утверждаться только за потомственными дворянами и только главой Российского императорского дома. Это же относилось и к гербам, внесённым в НОГ. После этого издание НОГ было прекращено. Его преемником стал Сборник гербовых экслибрисов членов Российского дворянского собрания, издаваемый гербовым отделением департамента герольдии с 1993 года.